# Chondroscaphe chestertonii
Chondroscaphe chestertonii es una especie de orquídea epifita  originaria de Sudamérica.

## Descripción
Es una orquídea de  mediano tamaño, con hábitos epifita sin pseudobulbos y en grupo en forma de abanico de hojas basales superpuestas, en forma de cintas. Florece en el invierno in situ en una corta inflorescencia de 7,5 cm horizontal de un tallo algo pendiente derivada de las axilas de las hojas o de la base del abanico de las hojas con una solitaria y cerosa flor carnosa que es muy perfumada y se mantiene por debajo de las hojas. Se cultiva mejor en una cesta para acomodar la inflorescencia colgante.

## Distribución y hábitat
Se encuentra en Colombia, Ecuador y Perú en los bosques montanos muy húmedos en elevaciones de alrededor de 1400-1500 metros.  

## Taxonomía
Chondroscaphe chestertonii fue descrita por (Rchb.f.) Senghas & G.Gerlach  y publicado en Die Orchideen 1B(27): 1657. 1993.
Etimología
Chondroscaphe: nombre genérico que proviene del griego chondros (cartílago) y skaphe (pelvis), por la forma del labelo.
chestertonii: epíteto
Sinonimia
- Chondrorhyncha chestertonii Rchb.f.[1][3][4]